# Waigeo
Waigeo is een eiland in de Indonesische provincie West-Papoea. Het is 3155 km² groot en het hoogste punt is 1000 m. Waigeo is het noordelijkst gelegen eiland van de Raja Ampat Eilanden, gelegen ten westen van Nieuw-Guinea. De hoofdplaats van het eiland is Waisai. De evenaar loopt over het eiland Waigeo heen.

## Endemische vogelsoorten
Op Waigeo komt Bruijns boskalkoen (Aepypodius bruijnii) voor, een endemische vogelsoort behorende tot de familie der Grootpoothoenders (Megapodiidae). Het bestaan van de vogel was tot 2002 uitsluitend bekend aan de hand van exemplaren die in de negentiende eeuw in handen waren gekomen van de handelaar en natuuronderzoeker  A.A. Bruijn. Er werd gevreesd dat de soort zou zijn uitgestorven. Pas in 2002 is Bruijns boskalkoen voor het eerst weer levend waargenomen tijdens een vanuit Nederland door de Van Tienhoven stichting georganiseerde expeditie.
Andere endemische vogelsoorten zijn Wilsons paradijsvogel (Diphyllodes respublica) en de Rode paradijsvogel (Paradisaea rubra), die echter ook op het buureiland Batanta voorkomen.

## Zoogdieren
De volgende zoogdieren komen op Waigeo voor:
- Zwarte rat (Rattus rattus) (geïntroduceerd)
- Zaglossus bruijnii (onzeker)
- Myoictis melas (onzeker)
- Kortstaartbuideldas (Echymipera kalubu)
- Dendrolagus inustus (onzeker)
- Phalanger orientalis
- Spilocuscus papuensis
- Dactylopsila trivirgata
- Melomys rufescens
- Uromys caudimaculatus
- Dobsonia beauforti
- Paranyctimene tenax
- Hipposideros cervinus
- Hipposideros diadema
- Miniopterus australis